# Bärbel Broschat
Bärbel Broschat z domu Klepp (ur. 2 listopada 1957 w Magdeburgu) – niemiecka lekkoatletka płotkarka, startująca w barwach Niemieckiej Republiki Demokratycznej, mistrzyni świata z 1980 z Sittard.
Specjalizowała się w biegu na 400 metrów przez płotki. Zwyciężyła w tej konkurencji w zawodach Pucharu Świata w 1979 w Montrealu.
Największym sukcesem sportowym Broschat jest zwycięstwo w biegu na 400 metrów przez płotki na mistrzostwach świata w 1980 w Sittard. Mistrzostwa te były rozgrywane tylko w dwóch konkurencjach kobiecych – biegu na 3000 metrów i biegu na 400 metrów przez płotki, które nie znalazły się w programie igrzysk olimpijskich w 1980 w Moskwie. Broschat zwyciężyła przed swymi dwiema koleżankami z reprezentacji NRD – Ellen Neumann i Petrą Pfaff, ustanawiając swój rekord życiowy czasem 54,55.
Była mistrzynią NRD na 400 metrów przez płotki w 1979.